# Spokane, Washington
Spokane (/[invalid input: 'icon']spoʊˈkæn/, us dict: spō·kăn′) là một thành phố Tây Bắc Hoa Kỳ, thủ phủ quận Spokane, bang Washington, Hoa Kỳ. Theo điều tra dân số Hoa Kỳ 2010, thành phố có dân số 209.916 người. Đây là thành phố lớn thứ 100 Hoa Kỳ theo dân số. Thành phố có diện tích 59,2 dặm (95,3 km), mật độ dân số 3529 người/dặm Anh vuông. Thành phố là trung tâm thành thị của vùng Inland Northwest. Thành phố nằm bên sông Spokane ở Đông Washington, 110 dặm Anh (180 km) về phía nam biên giới với Canada, khoảng 20 dặm (32 km) so với biên giới Washington-Idaho và 271 dặm (436 km) về phía đông Seattle.
David Thompson đã khám phá khu vực Spokane trước khi khu định cư người châu Ấu với sự mở rộng về phía tây và thiết lập nhà Spokane của North West Company vào năm 1810. Tiền đồn thương mại này là khu định cư người châu Âu lâu dài đầu tiên ở Washington và là trung tâm của hoạt động mua bán lông thú giữa Rockies và Cascades trong 16 năm. Cuối thế kỷ 19, vàng và bạc đã được phát hiện ở Inland Northwest. Khu vực Spokane được xem là một trong những khu vực khai thác mỏ đạt sản lượng cao nhất ở Bắc Mỹ. Kinh tế của Spokane về truyền thống dựa vào khai thác mỏ; tuy nhiên kinh tế thành phố này đã đa dạng hóa để bao gồm các ngành khác như ngành công nghệ cao và công nghệ sinh học.